# Dom przedpogrzebowy w Kaliszu
Dom przedpogrzebowy w Kaliszu – dom przedpogrzebowy na nowym cmentarzu żydowskim w Kaliszu, wzniesiony w latach 1926–1939, przebudowany w 1940, odrestaurowany w latach 2001–2002; wraz z cmentarzem wpisany do rejestru zabytków w 2002; mieści muzeum.